# Arthromelodes bicolor
Arthromelodes bicolor (лат.) — вид жуков-ощупников (Pselaphinae) из семейства стафилиниды. Эндемик Тибета.

## Распространение
Китай, Тибет, Тибетский автономный район, Mêdog Co., Hanmi (汗ṁ), на высоте 2200 м.

## Описание
Мелкие коротконадкрылые жуки. Длина тела около 2,6 мм. Голова темно-красновато-коричневая, переднеспинка и брюшко черновато-коричневые, надкрылья красновато-коричневые, лапки и ротовые органы светло-красновато-коричневые. Дорсальная поверхность тела покрыта умеренно длинным опушением. Основные отличия от близких видов: голова подкругленная в основании; темя с поперечной синуитной бороздкой между усиковыми бугорками и длинным медиобазальным килем, вершинные ямки крупные и асетозные; антенна длинная, антенномеры каждый удлиненный, без изменений. Дискальная полоса надкрылий доходит до вершины 4/5 длины надкрылий. Передние и задние ноги простые, средние голени с крупным вершинным бугорком. Брюшко с тергитом 1 (IV) длиннее тергитов 2-5 (V-VIII) вместе взятых; тергит 1 (IV) с отчетливыми срединными выступами у заднего края. Эдеагус сильно асимметричен, вентральный стебелек широкий в дорсальном виде, дорсальная доля сильно изогнута и заострена на вершине, парамеры редуцированы и образуют единую мембранозную структуру.

## Систематика и этимология
Вид был впервые описан в 2022 году китайским энтомологом Zi-Wei Yin (Shanghai Normal University, Шанхай, Китай). Таксон Arthromelodes bicolor отличается от всех других представителей рода по крупному и двухцветному телу, а также по тергиту 1 (IV) со срединным бугорком и выступом на заднем крае и форме эдеагуса.
Видовое название «bicolor» (имеющий два цвета) относится к двухцветному телу нового вида.